# Two Cars, One Night
Two Cars, One Night ist ein neuseeländischer Kurzfilm aus dem Jahr 2003.

## Handlung
Vor der Kneipe und Gaststätte „Te Kaha Hotel“ müssen die beiden Brüder Ed und Romeo im Auto auf dem Parkplatz warten, während sich ihre Eltern drinnen vergnügen. Sie warten ewig. Ed liest ein Buch über Crazy Horse und ist dadurch abgelenkt. Aber Romeo langweilt sich. Plötzlich hält ein weiterer Wagen neben ihnen, aus dem die Eltern aussteigen und ihre Tochter Polly wartend zurücklassen. Sie fängt an die beiden Jungs zu beobachten, sodass sich Romeo provoziert fühlt und mit Beschimpfungen und dem Stinkefinger beantwortet. Doch auch sie weiß sich zu wehren und schimpft auf die gleiche Weise zurück.
Aber die Zeit vergeht einfach nicht. Polly und Romeo langweilen sich. Romeo geht hinüber zum anderen Wagen und beginnt ein Gespräch mit ihr. Nachdem er noch anfangs schroff ist, wechselt er hinüber zum Beleidigen seines Bruders und freundet sich dadurch mit Polly an. Doch Ed ist viel zu sehr in seiner Lektüre vertieft, als dass er sich dafür interessieren würde. Doch zumindest freunden sich so Polly und Romeo an, wodurch Romeo die wartende Zeit bei Polly im Auto verbringt, bis ihre Eltern wieder kommen. Als sie abreist, schenkt sie ihm einen kleinen Diamantring und er schaut ihr traurig zum Abschied hinterher.

## Hintergrund
Der Film feierte seine Premiere im Juli 2003 beim New Zealand International Film Festival.
Bei der Oscarverleihung 2005 wurde der Film in der Kategorie Bester Kurzfilm nominiert.